# 姜浩
姜浩（1443年—1477年），字希孟，直隸上海縣人，明朝政治人物。進士出身。

## 生平
天順六年壬午順天府鄉試第十九名。天順八年（1464年）甲申科會試第一百四十九名，殿試登進士第三甲第二十名。兵部观政，授行人司行人，曾出使朝鲜，九年考满，升工部营缮司员外郎，督造德王府。成化十三年丁酉十月二十二日卒于官，享年三十五。

## 家族
曾祖父姜良。祖父姜勝。父亲姜旺。娶计氏，封孺人。